# 麥克溫尼峰
77°16′S 162°15′E / 77.267°S 162.250°E
麥克溫尼峰（McWhinnie Peak），是南極洲的山峰，位於維多利亞地的斯科特海岸，處於哈克山東北面4公里，屬於聖約翰斯山脈的一部分，以生物學家命名，現時由南極條約體系管理。